# Hiérax (Mariandyne)
Pour les articles homonymes, voir Hierax.
Hiérax (en grec ancien Ἱέραξ / Hiérax ou en latin Hierax) est un homme célèbre du pays des Mariandynes, connu pour avoir dressé des temples en l'honneur de Déméter, la déesse agricole grecque, qui le lui remercie en lui offrant de grandes récoltes.

## Histoire
Quand les voisins teucriens qui habitent la Troade, la région de la ville de Troie, n'ont pas rendu sacrifice négligemment au dieu Poséidon en temps voulu, ils défient le courroux du dieu. Enragé en effet, Poséidon détruit les céréales de Déméter, et envoie un monstre marin Céto contre eux. Sous le joug de la créature et du manque de nourriture, les Teucriens s'adressent à Hiérax et lui demandent de les protéger de la famine ; celui-ci leur retourne blé et d'autres nourritures.
Que les Teucriens ne souffrent plus de faim, cela ne fait qu'irriter un peu plus Poséidon. Le dieu s'en prend à Hiérax et le métamorphose en oiseau qui est encore connu sous le nom d'Hiérax, le Faucon, l'Épervier, et il lui change aussi son caractère de façon quand il en a fini de lui, celui qui a été grandement apprécié des hommes, est devenu celui le plus détesté des oiseaux. Poséidon a donc fait de lui celui qui a sauvé de nombreux hommes, l'assassin de nombreux oiseaux.
Cette fable rappelle beaucoup le sacrifice consenti par le roi de Troie, Laomédon, prêt à donner la vie de sa propre fille Hésione à Poséidon irrité et son envoyé marin menaçant Céto.

## Source
- Antoninus Liberalis, Métamorphoses [(grc + la) lire en ligne] [(en) lire en ligne], 3-Hiérax